# ناصر الخطيفي
ناصر الخطيفي (مواليد 9 فبراير 1996) هو لاعب كرة قدم سعودي يلعب حالياً في نادي سدوس.

## مسيرة اللاعب
لعب في نادي الرياض ونادي سدوس ونادي الوصيل.